# Chinatown (Belgrado)
De Chinatown in Belgrado is de grootste Chinese buurt van Servië en ligt in de gemeente Novi Beograd van Belgrado. Een gebouw in het 'Blok 70' in de wijk bevat verschillende winkeltjes die goedkope Chinese waren verkopen. De eigenaren van deze winkeltjes komen doorgaans uit de armste provincies van de Volksrepubliek China. Slobodan Milošević gaf tijdens zijn ambtstermijn als president vanaf 1997 duizenden Chinezen de Servische nationaliteit om meer kiezers te verwerven. Vanaf 1999 nam de instroom van Chinese migranten nog grotere vormen aan. De verhouding tussen Serviërs en Chinezen is doorgaans goed.